# Perloja

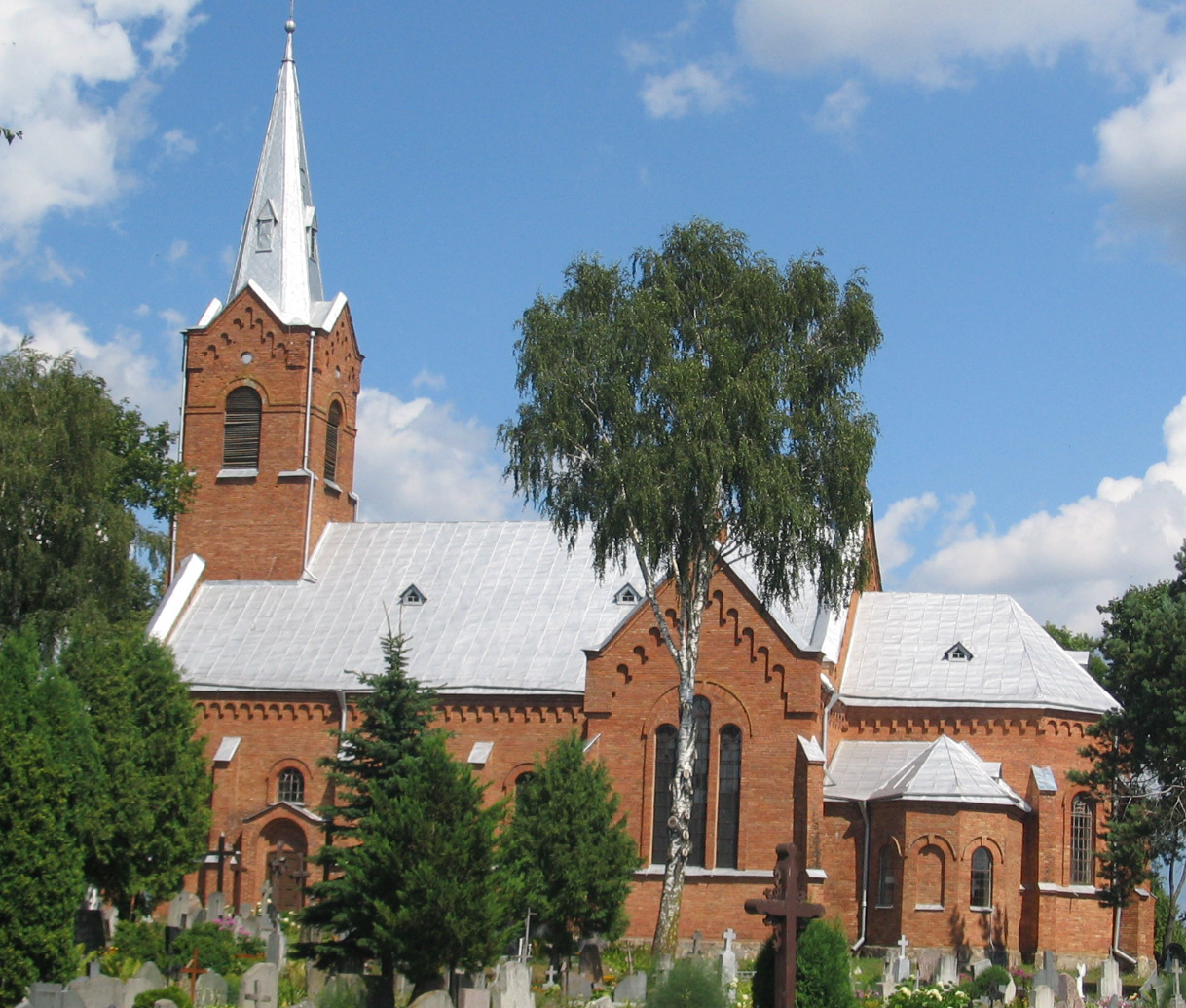
Kirche

Perloja ist ein Dorf mit 744 Einwohnern in der Rajongemeinde Varėna, Litauen, an der Fernstraße A4, am rechten Ufer des Merkys. Südlich von Perloja liegt der Wald Varėna, der See Lavysas ist 5 km entfernt. In Perloja gibt es eine neugotische katholische Kirche (erbaut 1928–1930), ein Vytautas-Denkmal (8,3 Meter groß; Künstler Petras Tarabilda), eine Schule, ein Kulturzentrum, eine Bibliothek, ein Postamt (LT-65039) sowie einen Medizinischen Versorgungspunkt (medicinos punktas). Perloja wurde 1378 urkundlich erwähnt. Im Ort bestand von 1918 bis 1923 die Republik Perloja.
Seit 1993 hat Perloja ein eigenes Wappen.

Wappen

## Wappen
Wappenbeschreibung: In Silber ein hersehendes goldbewehrtes braunes Wisent mit goldenem lateinischem Kreuz aus dem Kopf wachsend auf grünem Schildfuß stehend.